# Ааронсон, Сара
Сара Ааронсон (англ. Sarah Aaronsohn, ивр. שרה אהרנסון‎; 6 января 1890, Зихрон-Яаков, Палестина — 9 октября 1917, там же) — шпионка, входившая в еврейскую шпионскую сеть в Палестине, действовавшую в пользу Великобритании против Османской империи в период Первой мировой войны, героиня войны.

## Жизнь
Ааронсон родилась в Зихрон-Яакове, куда её родители приехали в числе первых переселенцев первой алии. Сара была сестрой учёного Аарона Ааронсона. Она учила языки, бегло говорила на иврите, идише, турецком и французском, понимала арабский и изучала английский. Недолго была замужем и жила с мужем в Стамбуле, однако брак оказался несчастным и Сара вернулась в Зихрон-Яаков в 1915 году.
По дороге из Стамбула домой Ааронсон стала свидетельницей геноцида армян. Она говорила, что видела тысячи мёртвых мужчин, женщин, детей и младенцев, видела как больных армян загоняли в вагоны, и тысячи армян были казнены и сожжены. После этого Сара решила стать шпионкой, чтобы помогать британским войскам.

## Нили

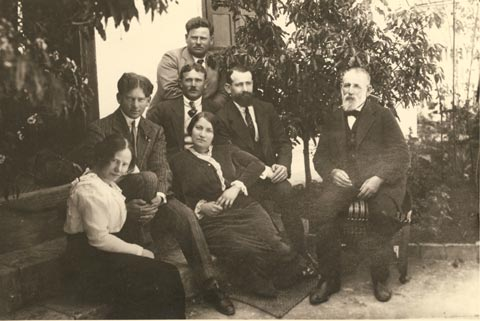
Семья Ааронсон

Сара, её сестра Ривка и братья Аарон и Александр, а также их друг (и жених Ривки) Авшалом Файнберг создали и руководили организацией «Нили», которая стала крупнейшей пробританской шпионской сетью на ближнем востоке, в которую входило около 40 шпионов. Сара руководила операциями «Нили» в Палестине и передавала добытую информацию британским агентам. Иногда ей приходилось много путешествовать по всей территории Османской Империи, собирая полезную для британцев информацию, затем она доставляла её прямо в Египет.
В 1917 году брат Алекс призвал её оставаться в Египте, который контролировала Великобритания, потому что боялся военных действий со стороны Османской Империи. Но Сара решила вернуться в Зихрон-Яаков, чтобы продолжить работу.

## Смерть

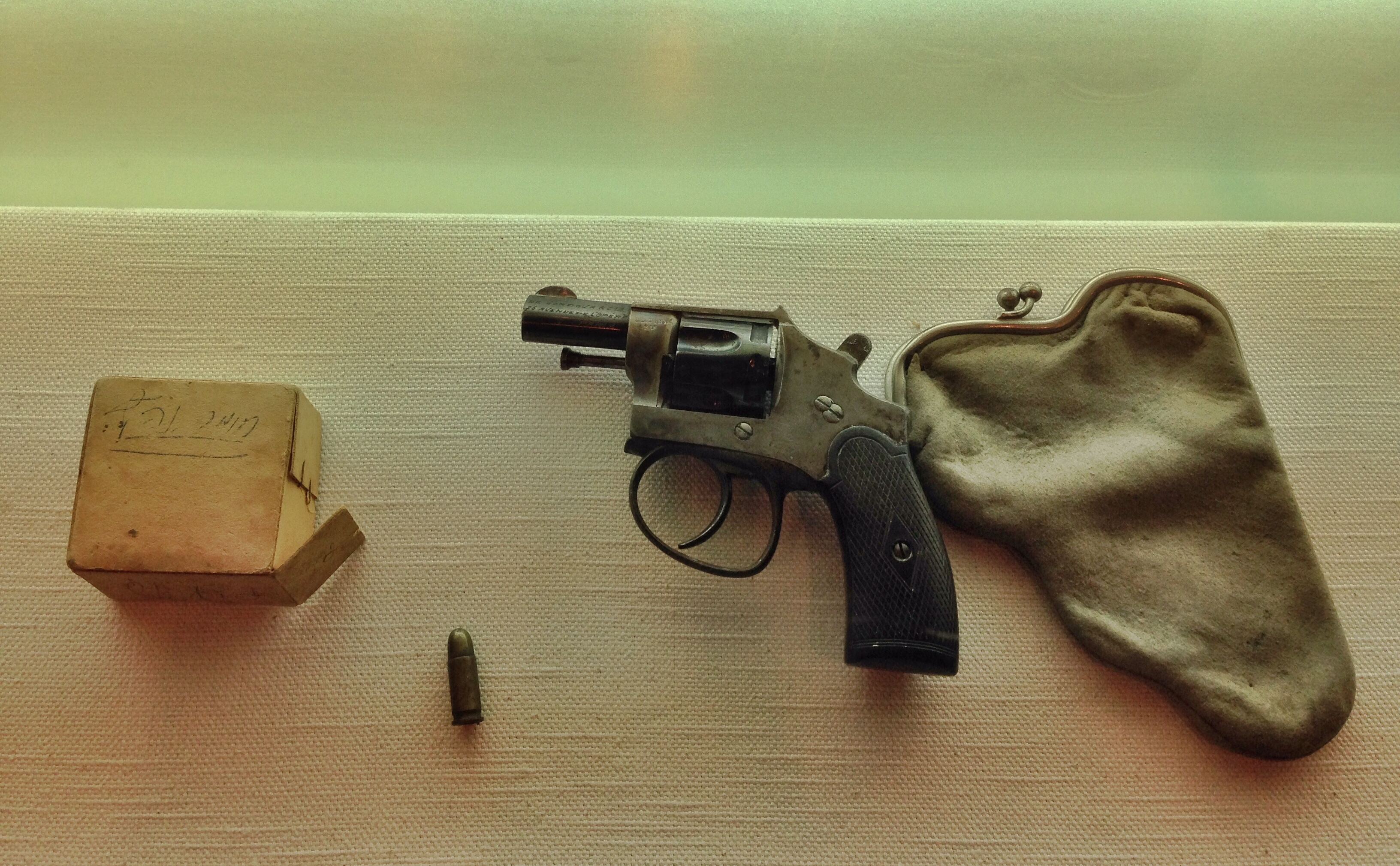
Револьвер, с помощью которого Сара покончила с собой

В сентябре 1917 года был перехвачен почтовый голубь, который должен был доставить британцам зашифрованное «Нили» сообщение. В октябре того же года солдаты Османской Империи вторглись в Зихрон-Яаков и арестовали большое количество людей, в том числе Сару и её отца. Сару пытали четыре дня, но она рассказала своим мучителям только то, что она о них думала. Её престарелого отца пытали прямо у неё на глазах, но информации получить так и не удалось. Было решено отправить Сару в Дамаск, где её должны были пытать более профессиональные в этом деле военные. Перед отъездом Сара попросила, чтобы её отвели домой и она могла сменить окровавленную одежду на чистую. В доме ей удалось достать из тайника пистолет и выстрелить себе в голову. Однако выстрел оказался неудачным, и пуля не задела мозг. Сара пролежала в агонии 4 дня. Она умоляла врача убить её, но он только колол ей морфий. На пятый день Сара умерла.
Из-за религиозных убеждений относительно суицида, Ааронсон запретили хоронить на еврейском кладбище. Однако это решение было встречено негодованием, так как Сара была героиней войны. Тогда, в качестве компромисса, её разрешили похоронить согласно еврейским традициям, но могила Сары была огорожена забором (таким образом символически отделяя её от остального кладбища).